# Monasterio
Monasterio – gmina w Hiszpanii, w prowincji Guadalajara, w Kastylii-La Mancha, o powierzchni 21,47 km². W 2011 roku gmina liczyła 19 mieszkańców.